# کدارویلی (آرکانزاس)
کدارویلی (آرکانزاس) (به انگلیسی: Cedarville, Arkansas) یک شهر در ایالات متحده آمریکا با جمعیت ۱٬۳۹۴ نفر است که در آرکانزاس واقع شده‌است.

## موقعیت جغرافیایی
موقعیت جغرافیایی شهرها و مناطق اطراف به شرح زیر است: